# Язевое (озеро, Карелия)
Язевое, Язево — пресноводное озеро на территории Амбарнского сельского поселения Лоухского района Республики Карелии.

## Общие сведения
Площадь озера — 2,2 км², площадь водосборного бассейна — 23,4 км². Располагается на высоте 91,4 метров над уровнем моря.
Форма озера лопастная. Берега каменисто-песчаные, преимущественно заболоченные.
Из южного залива озера вытекает безымянный водоток, впадающий в озеро Телячье, через которое протекает река Гридина, впадающая в Белое море.
Населённые пункты вблизи водоёма отсутствуют.
Код объекта в государственном водном реестре — 02020000711102000002781.